# Complesso Edifici Mondo
Il complesso degli Edifici Mondo (conosciuto anche con il nome di complesso delle ex-carceri e di "complesso di Sant'Antonio, denominazioni con cui viene escluso palazzo San Massimo), è un insieme di edifici situati nella parte alta del centro storico di Salerno.

## Storia
Il complesso nacque nel 1810 quando, con decreto napoleonico, furono soppressi tutti gli ordini religiosi nel Regno delle Due Sicilie e tutte le vecchie strutture conventuali furono adibite a nuove funzioni. I vecchi conventi di San Francesco e San Giacomo e San Pietro a Maiella furono adibiti a carcere maschile, mentre il monastero di Santa Maria della Consolazione, situato poco più sopra, fu adibito a carcere femminile, funzione che ricoprirono fino alla metà degli anni ottanta, periodo in cui fu inaugurato il nuovo carcere di Fuorni. Da allora le strutture furono abbandonate fino a quando nel 1997 il Comune di Salerno bandì un concorso internazionale di idee per il recupero degli "Edifici Mondo", così denominati per la loro grandezza e complessità (ricoprendo complessivamente un'area di 18.000 metri quadrati).
Il concorso vide vincitori due gruppi di professionisti:
- Il primo fu lo studio SANAA, degli architetti giapponesi Sejima e Nishizawa, vincitore del Premio Pritzker nel 2010, che si occuparono della progettazione degli spazi pubblici;[1]
- Il secondo era costituito dall'architetto milanese Antonio Monestiroli e dal romano Antonio Las Casas, che si occuparono del restauro degli edifici.[2]

A causa della mancanza di risorse economiche il progetto, tuttavia, non ebbe seguito. Ad oggi (2024) gli edifici versano in uno stato di completo abbandono. Solo nel 2021 sono stati eseguiti alcuni lavori di manutenzione nella facciata del Palazzo San Massimo.

## Composizione
Il complesso è costituito da tre conventi ed un palazzo gentilizio:

### Convento di San Pietro a Maiella e San Giacomo
Fu fondato nel 1332 per ospitare l'ordine dei celestini. Soppresso nel 1807, fu convertito in carcere maschile, funzione che ricoprì fino al 1985, anno dopo il quale fu abbandonato.

### Convento di San Francesco d'Assisi
Fondato nel 1222, fu ristrutturato per volontà della regina Margherita di Durazzo nel 1409. Con la soppressione del convento fu anch'esso adibito a carcere maschile fino al 1985.

### Monastero di Santa Maria della Consolazione
Fu fondato nel 1559 e, dopo la soppressione degli ordini monastici, fu adibito a carcere femminile fino al 1985.

### Palazzo San Massimo
Fu realizzato nel corso dell'800 per volontà di Guaiferio di Salerno per adibirlo a dimora dei principi di Salerno. Dopo numerosi passaggi di proprietà e lavori di rifacimento, fu adibito agli inizi del '900 a scuola media con nome di "Convitto Genovesi", per poi venire abbandonato nel dopoguerra.